# Vera E. Troeger
Vera E. Troeger (* 14. November 1976) ist eine deutsche Politikwissenschaftlerin, die seit 2019 Inhaberin der Professur für Vergleichende Regierungslehre (Comparative Politics) an der Universität Hamburg ist. Sie war von 2019 bis 2021 Präsidentin der European Political Science Association (EPSA) und Gründungschefredakteurin der EPSA-Zeitschrift Political Science Research and Methods. Derzeit ist sie leitende Redakteurin der Fachzeitschrift Journal of Politics.

## Leben
Troeger begann ihr Studium der Politikwissenschaft und Romanistik an der Ruprecht-Karls-Universität Heidelberg, wechselte nach dem Grundstudium an die Universität Konstanz, wo sie 2002 das Master-Examen (Politikwissenschaft, Ökonomie, Statistik) ablegte und 2007 promoviert wurde.
Vor Übernahme des Lehrstuhls in Hamburg war sie Professorin für Quantitative Politische Ökonomie (Quantitative Political Economy) an der University of Warwick. Zwischen 2007 und 2011 leitete sie als Direktorin die Essex Summer School in Social Science Data Analysis an der University of Essex.

## Forschung
Vera Tröger forscht zu internationaler und vergleichender politischer Ökonomie, ebenso wie zu quantitativen Forschungsmethoden in der Politikwissenschaft. Ein Schwerpunkt sind dabei die Vereinbarkeit von Familie und Beruf sowie Auswirkungen von Elternzeit-Modellen auf den Gender-Pay-Gap und Karrieren. Ein weiterer Schwerpunkt sind methodische Fragen, z. B. zur Zeitreihenanalyse und Paneldatenanalyse, sowie Finanzpolitik.